# 逢坂市立花江学園〜Radio
逢坂市立花江学園〜Radio（おおさかしりつはなえがくえんレイディオ）は、超!A&G+で放送されていたインターネットラジオ番組である。

## 番組概要
架空の学園「逢坂市立花江学園」を舞台に「アニメ」「漫画」「ゲーム」などテーマをなんでも取り上げて、リスナーと一緒にスクールライフを楽しむ番組。

## 放送時間
超!A&G+
- 2013年4月5日 - 2015年10月5日

毎週金曜日 25:00 - 25:30（リピート放送：月曜日15:00 - 15:30）
- 2015年10月12日 - 2017年3月31日

毎週金曜日 25:00 - 25:30（リピート放送：月曜日13:00 - 13:30、土曜日15:00 - 15:30）
- 2017年4月7日 - 2018年3月31日

毎週金曜日 25:00 - 25:30（リピート放送：月曜日13:00 - 13:30、土曜日14:30 - 15:00）
- 2018年4月7日 -  2019年3月29日

毎週金曜日 25:00 - 25:30（リピート放送：月曜日13:00 - 13:30）
- 2019年4月 -

『文化放送モバイルplus presents 生放送』枠 22:00 - 23:00（リピート放送：枠の放送状況により前後する）
AG-ON
毎週土曜日オンデマンド配信（AG-ON Premiumに移行）
AG-ON Premium
- 2017年4月8日 - 2019年3月29日

毎週土曜日オンデマンド配信

## パーソナリティ
- 逢坂良太
- 花江夏樹

## コーナー
- お手上げポッシボー

手に負えないお悩みをパーソナリティ2人が聞き解決しないコーナー
- 校内掲示板

お題にそってトークを繰り広げるコーナー

### 過去のコーナー
- すすめっ！逢花野球部！

『逢坂市立花江学園』で野球部を結成
キャラクター、設定を考え番組オリジナルストーリーを作成
- ショートショート

パーソナリティの2人が様々な対決をするコーナー

## ゲスト
- 第054回（2014年04月11日） - 石川界人
- 第065回（2014年06月27日） - 村田太志
- 第080回（2014年10月10日） - 村田太志、後藤ヒロキ（電話出演）
- 第099回（2015年02月20日） - 村田太志（花江がインフルエンザのため）
- 第100回（2015年02月27日） - 村田太志
- 第117回（2015年06月26日） - 石川界人、櫻井孝宏、斉藤壮馬、かかずゆみ（花江の誕生日 お祝いコメント録音出演）
- 第122回（2015年07月31日） - 村田太志、石川界人、遠藤正明（逢坂の誕生日 お祝いコメント録音出演）
- 第123回（2015年08月07日） - 村田太志、石川界人
- 第143回（2015年12月25日） - 村田太志、石川界人、小野友樹
- 第144回（2016年01月01日） - 村田太志、石川界人、小野友樹
- 第153回（2016年03月04日） - 村田太志（花江が体調不良のため）
- 第154回（2016年03月11日） - 村田太志（同上）
- 第169回（2016年06月24日） - 石川界人
- 第174回（2016年07月29日） - 石川界人（電話出演）
- 第209回（2017年03月31日） - 松岡一平、堀之内仁
- 第223回（2017年07月07日） - 成田祐樹、町田大和

## 関連商品
音楽CD
- 主題歌CD 『友情レボリューション／アフタースクール』（2014年08月15日）
- 逢坂市立花江学園～RadioテーマソングCD 『閃光アジテーター』（2017年07月21日）

DVD
- アキバトル（2014年07月18日）

グッズ
- 逢花学園ラバーストラップ/029デザイン
- 逢花学園アクリルキーホルダー/吉河美希デザイン
- オリジナルTシャツ/セブン-イレブンコラボ企画
- オリジナルスクールカレンダー/セブン-イレブンコラボ企画
- 逢花缶バッジ&ミラーセット(一部オフショット付き)/029、吉河美希デザイン

## イベント
- 2013年05月03日 - 「逢坂市立花江学園〜Radio」 公開録音（SUPER COMIC CITY 22内）[1]
- 2013年10月20日 - A&Gオールスター2013（パシフィコ横浜 国立大ホール）
- 2014年01月26日 - 「逢坂市立花江学園〜Radio」 公開録音第2弾（COMIC CITY東京133内）[2]
- 2014年09月19日 - アキバトルDVD発売イベント（文化放送メディアプラスホール）
- 2014年12月07日 - A&Gオールスター2014（パシフィコ横浜 国立大ホール）
- 2015年05月24日 - MARINE SUPER WAVE LIVE 2015（大宮ソニックシティ 大ホール）
- 2018年02月03日 -「逢坂市立花江学園〜Radio」 公開録音（文化放送メディアプラスホール）